# 金马士站
金马士站位于马来西亚森美兰州金马士镇，属于城市交际火车站。金马士火车站也是马来半岛西海岸线（新加坡至巴东勿刹）和东海岸线（金马士至道北）主要铁路交替中心。马来亚铁道公司是该车站的主要经营者。
作为芙蓉 - 金马士双轨电气化工程的一部分，轨道进行了重新调整，并在旧站房旁建造了新站房。旧站房、站台和部分铁轨均免于拆除并得以保留。该站同时运营两种列车，即西海岸线电动列车（ETS）和城际列车服务。
2015年10月10日，电动列车服务延伸至本站。本站是该服务的最南端的车站，同时也属于电动列车服务与城际列车服务之间的唯一转乘站，直至2025年3月15日，电动列车服务一度南延至昔加末站。

## 主要路线
- 巴东勿刹或北海往返昔加末（ETS）
- 金马士往返新山中央车站（南方快车）
- 道北往返新山中央车站（东方人民快车）
- 瓜拉立卑往返金马士（东方接驳列车）

而以上路线的营运服务如下：
- ETS
  - 巴东勿刹往返昔加末（每日1对）
  - 北海往返昔加末（每日1对）
- 城际列车
  - 金马士往返新山中央车站（每日3对）
  - 道北往返新山中央车站（每日1对）
  - 瓜拉立卑往返金马士（每日2对）